# اترسون (کنتاکی)
اترسون (به انگلیسی: Atterson) یک منطقهٔ مسکونی در ایالات متحده آمریکا است که در شهرستان کیسی، کنتاکی واقع شده‌است. اترسون ۲۷۷٫۹۸ متر بالاتر از سطح دریا واقع شده‌است.